# FC Lernajin Arzach
Der FC Lernajin Arzach (armenisch Լեռնային Արցախ, englisch Lernayin Artsakh FC, russisch Лернаин Арцах) ist ein armenischer Fußballverein mit Sitz in Sissian in der Provinz Sjunik.

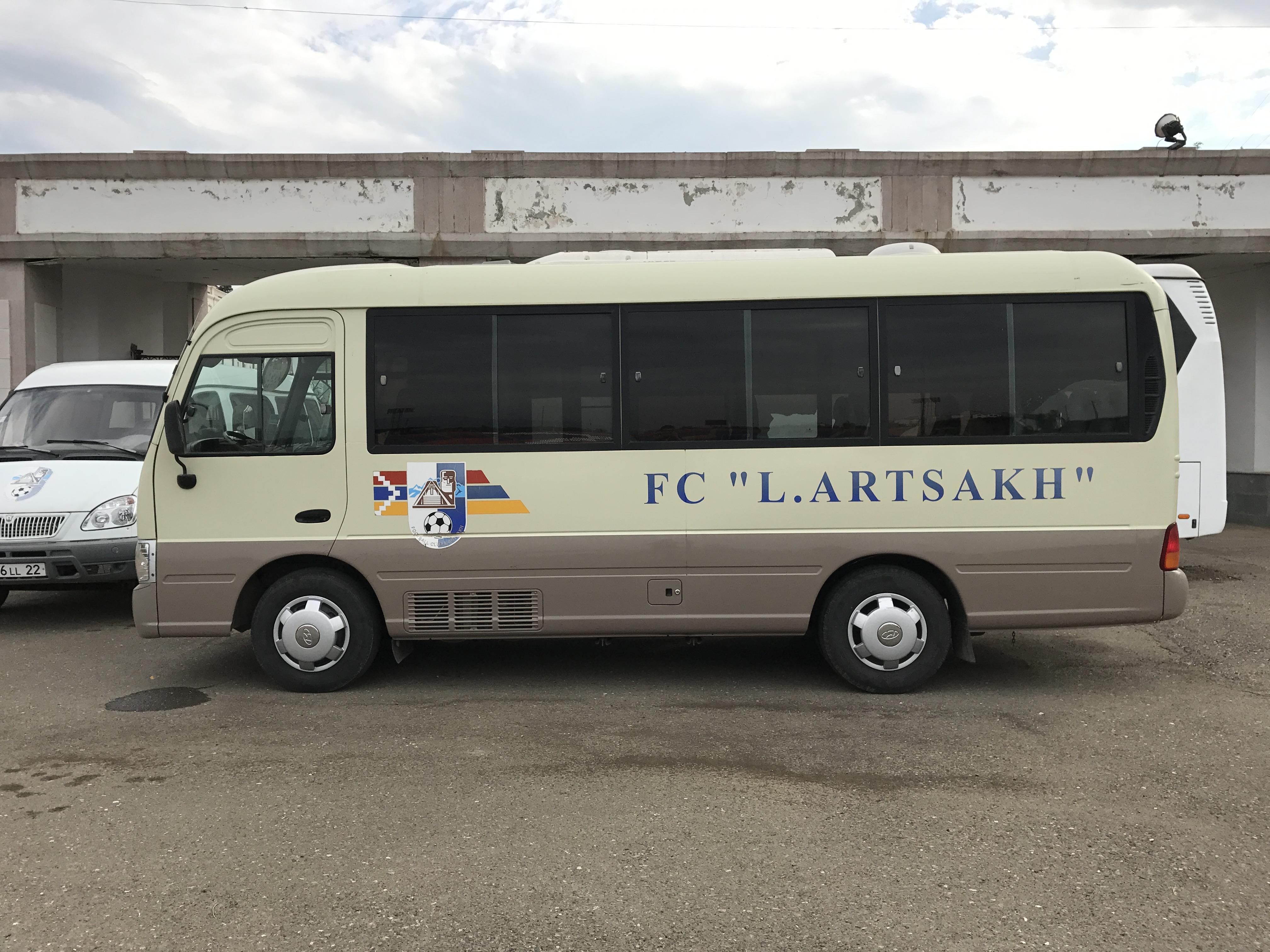
Der Mannschaftsbus des Lernayin Arzach, ein Hyundai County von 1999

## Geschichte
1927 wurde der Verein als Dinamo Stepanakert gegründet. 1992 löste man den Verein im Zuge des bewaffneten Konflikts in der Region Bergkarabach auf. Bis im Jahr 2018 spielte die Mannschaft in der arzachischen Liga und war beheimatet im ehemaligen Republikanischen Stadion Stepanakert. 2019 wechselte die Mannschaft in die armenische Liga Aradschin chumb und die Spiele werden aufgrund des Bergkarabachkonflikts im Sissian Stadion ausgetragen.

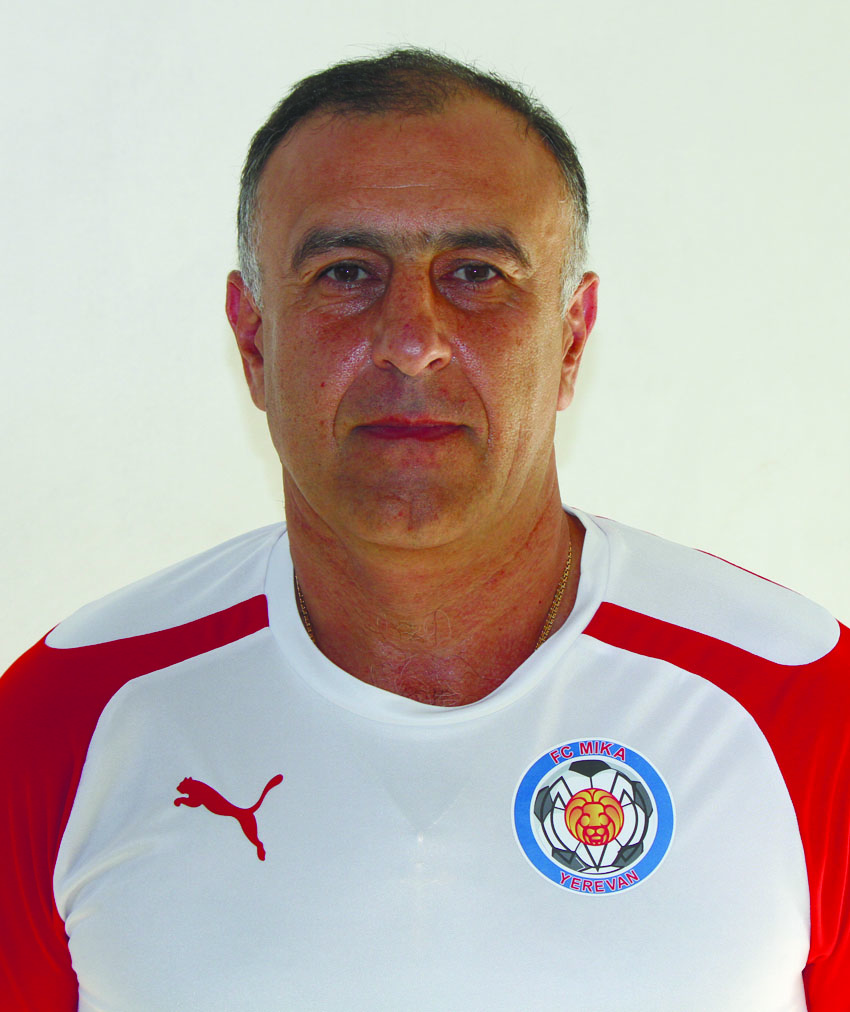
Der Trainer des Lernayin Arzach

## Vereinsnamen
- 1927–1960: Dinamo Stepanakert
- 1960–1989: Karabach Stepanakert
- 1989–1992: Arzach Stepanakert
- 1992–1995: Auflösung des Vereins
- 1995–2002: Karabach Jerewan
- 1999: Karabach Stepanakert
- 2002–2007: Lernajin Arzach Jerewan
- 2004: Lernajin Arzach Stepanakert

## Erfolge

### Aradschin chumb
- 2000: Vize Meister
- 2004: Vize Meister
- 2006: Vize Meister
- 2022: Meister[4]

### Arzach-Fußballliga
- 2004: Meister
- 2009: Meister
- 2018: Meister

### Arzach Cup
- 2018: Meister

### Fußballmeisterschaft der Aserbaidschanischen SSR
- 1950: Drittplatzierter[5]
- 1952: Drittplatzierter